# Philipp Adolph Böhmer

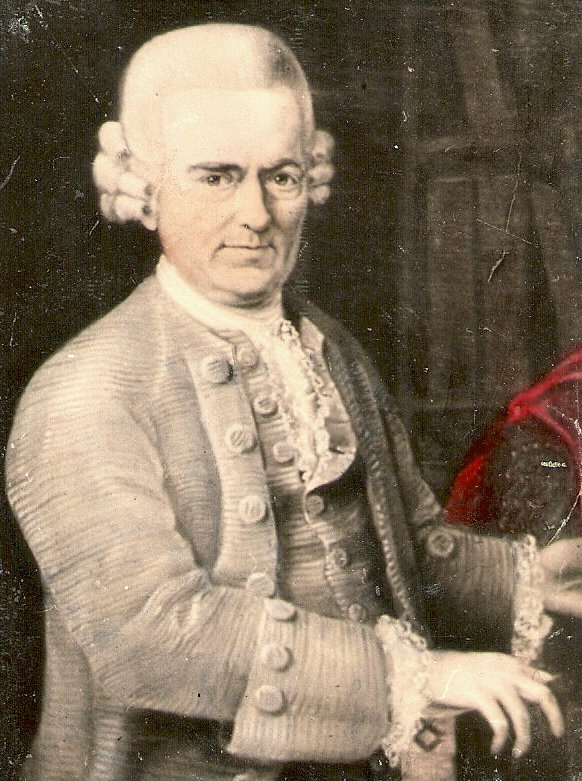
Philipp Adolph Böhmer

Philipp Adolph Böhmer (* 26. August 1711 in Halle (Saale); † 1. November 1789 ebenda) war ein deutscher Medizinprofessor, Anatom und Geburtshelfer sowie Leibarzt des Königs Friedrich Wilhelm II. von Preußen. 

## Herkunft
Philipp Adolph Böhmer gehörte zu der Juristenfamilie Böhmer/von Boehmer, die im 18. und 19. Jahrhundert zu den so genannten Hübschen Familien in Kurhannover und im frühen Königreich Hannover zählte. Er war der Sohn von Justus Henning Böhmer und der Eleonore Rosine Stützing (1679–1739) sowie Bruder der Rechtswissenschaftler Georg Ludwig Böhmer, Johann Samuel Friedrich von Böhmer und Karl August von Böhmer.

## Leben und Wirken
Philipp Adolph Böhmer studierte ab 1732 Medizin bei Friedrich Hoffmann und Johann Heinrich Schulze an der 1694 gegründeten Universität Halle, der heutigen Martin-Luther-Universität Halle. Nach seiner Promotion, die er zeitgleich mit der Promotion seines älteren Bruders Georg Ludwig zum Doktor beider Rechte, am 29. Januar 1738 abgeschlossen hatte, folgten Studienaufenthalte in Paris bei Gregoire dem Jüngeren und anschließend in Straßburg. Nach seiner Rückkehr nach Deutschland im Jahr 1739 übernahm er zunächst sowohl das Amt des Stadtphysicus in Eisleben als auch die Berufung zum Leibarzt am Hofe von Sachsen-Weimar. Schließlich wurde Böhmer im Jahre 1741 als Nachfolger von Johann Friedrich Cassebohm zum Professor der Anatomie an die Universität Halle berufen und 1769 zum Ersten Professor, Rektor der Medizinischen Akademie dieser Universität befördert und war zwei Mal 1756/57, sowie 1765/66 Prorektor der Alma Mater.
Auf Grund seiner hervorragenden Leistung, vielleicht aber auch zusätzlich begünstigt durch die guten Beziehungen seiner zweiten Frau, der geschiedenen Kammerherrin Gräfin von Wartensleben, wurde Phillip Adolph Böhmer von König Friedrich Wilhelm II. von Preußen ab 1787 zu seinem Leibarzt berufen. Diese Position konnte Böhmer nur für weniger als zwei Jahre wahrnehmen, da er bereits im Jahre 1789 verstarb. Philipp Adolph Böhmer war zusätzlich zu seinen anatomischen Studien und Arbeiten auch in vielen Bereichen der Heilkunde praktisch und wissenschaftlich tätig und hierbei insbesondere auf dem Gebiet der Gynäkologie. So hatte er beispielsweise eine beachtenswerte Abhandlung des Kompendiums des englischen Gynäkologen Richard Manningham aus dem Jahre 1746 verfasst, in welcher er erstmals für Deutschland den Gebrauch der „Gregoire’schen Geburtszange“ näher erläuterte.
1744 wurde Böhmer in die Leopoldina gewählt; im Jahr 1752 wurde er als Auswärtiges Mitglied in die Königlich Preußische Akademie der Wissenschaften zu Berlin aufgenommen. Ab 1755 war er Ehrenmitglied der Russischen Akademie der Wissenschaften.
Sein Grab befindet sich auf dem halleschen Stadtgottesacker (Bogen 78).

## Familie

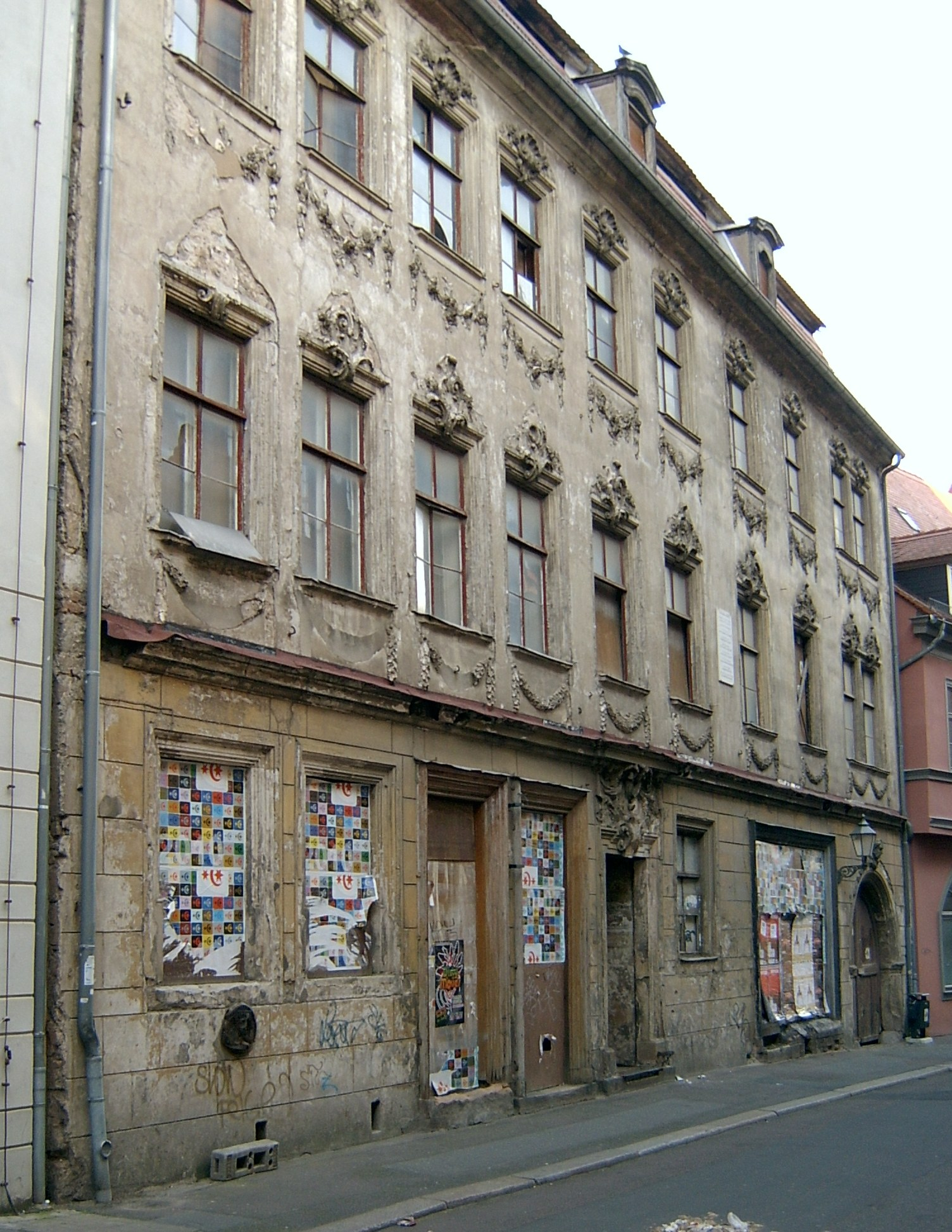
Wohnhaus der Familie Böhmer – Große Märkerstraße Nr. 5 in Halle an der Saale

Philipp Adolph Böhmer war in erster Ehe verheiratet mit Johanna Dorothea Naumann (1718–1761), Tochter des Gerichtsherrn Johann Christoph Naumann, mit der er vier Kinder hatte. Im Jahre 1786 und 25 Jahre nach dem Tod seiner Ehefrau heiratete Böhmer noch Maria Sophie Caroline von Brandenstein (1739–1789), die sich 1783 von ihrem Ehemann, dem Kammerherren Friedrich Wilhelm von Wartensleben (1728–1798), hatte scheiden lassen. Philipp Adolph Böhmer bewohnte mit seiner Familie das von seinem Vater vererbte stattliche Gebäude in der Großen Märkerstraße Nummer 5 zu Halle.

## Werke (Auswahl)
- Observationum anatomicarum rariorum fasciculus alter notabilia circa uterum humanum continens cum figuris ad vivum expressis. Halae Magdeburgicae: Apud Joannem Justinum Gebaverum, 1756.
- De usu et praestantia forcipis anglicanae in partu difficili. Übersetzung einer Abhandlung in Richard Manninghams artis obstetricariae compendium. Luderwald, Halle 1746. Erste detaillierte Beschreibung der Gregoire’schen Geburtszange. (Digitalisat)
- Dissertatio inauguralis medica de colica. (Resp. Carl Gottlieb Grote) Hendel, Halle 1752. (Digitalisat)
- Dissertatio inauguralis mededico-practica de ictero nigro, febribus acutis exanthematicis symptomatice superveniente, ut plurimum funesto. (Resp. Wolfgang Lorenz Wilhelm Bernhold) Hendel, Halle 1762. (Digitalisat)
- Specimen inaugurale anatatomico-medicum de confluxu trium cavarum in dextro cordis atrio. (Resp. Nicolaus Theune) Hendel, Halle 1763. (Digitalisat)
- Dissertatio inauguralis medica de usu salutari extracti aconiti in arthritide observationibus comprobato. (Resp. Johann Friderich Andreae) Hendel, Halle 1768. (Digitalisat)
- De Aqvis Ex Vtero Gravidarvm Et Partvrientivm Proflventibus. Litteris Hendelianis, Halae 1769 Digitalisat
- De hellebori nigri, atque praesertim viridis usu medico. (Resp. Paul Christian Lincke) Hendel, Halle 1774. (Digitalisat)
- Dissertatio Inavgvralis Medica De Acrimoniis Et Similibvs, Qvae Recentioribvs Qvibvsdam Minvs Placent, Cavssis Morbificis. Grunert, Halle 1786 (Digitalisat)